# Pruszczyn
Pruszczyn – wieś sołecka w Polsce położona w województwie mazowieckim, w powiecie płockim, w gminie Wyszogród.
W latach 1975–1998 miejscowość administracyjnie należała do województwa płockiego. 1 stycznia 2003 będące dotychczasowymi częściami wsi Nowy Pruszczyn i Stary Pruszczyn zostały zlikwidowane jako osobne miejscowości.